# Légion Condor
Pour les articles homonymes, voir Légion et Condor.

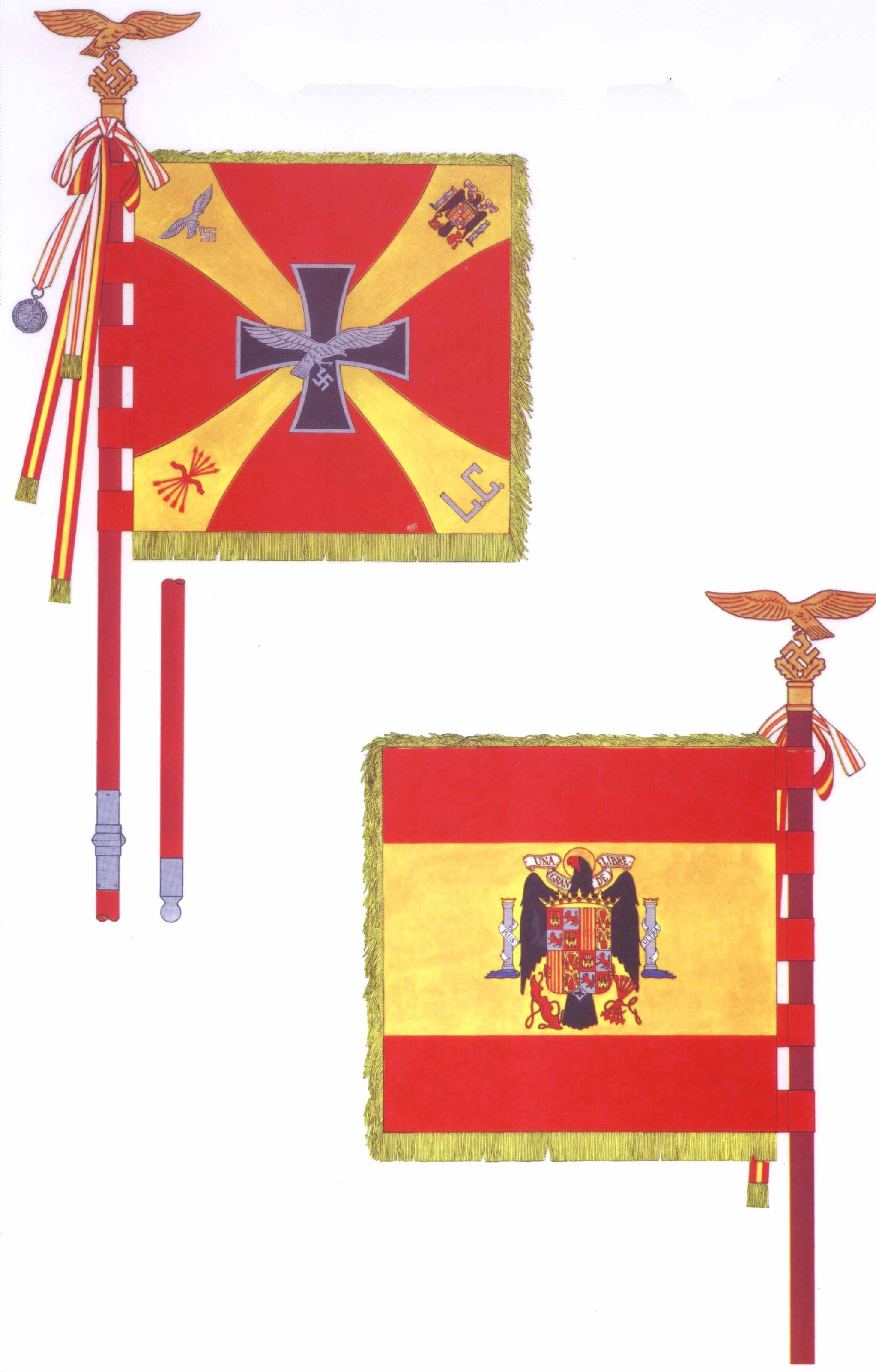
Étendard de la légion Condor.

La légion Condor est une force aérienne formée de volontaires à partir d'effectifs de l’Armée de l'air de l'Allemagne nazie, qui a combattu en Espagne aux côtés des nationalistes durant la guerre civile, entre juillet 1936 et avril 1939.
Elle est envoyée par Adolf Hitler afin d'aider les forces nationalistes de Franco qui se sont soulevées contre la IIe République espagnole, le 17 juillet 1936 à Melilla (une enclave espagnole en territoire marocain).
Les 6 000 hommes engagés sont ensuite relevés régulièrement : environ 19 000 y servent, parmi lesquels de nombreux officiers qui deviennent connus quelques années plus tard, au cours de la Seconde Guerre mondiale, comme le maréchal de l'air Hugo Sperrle ou les pilotes Adolf Galland et Werner Mölders.

## Histoire de l'aide militaire

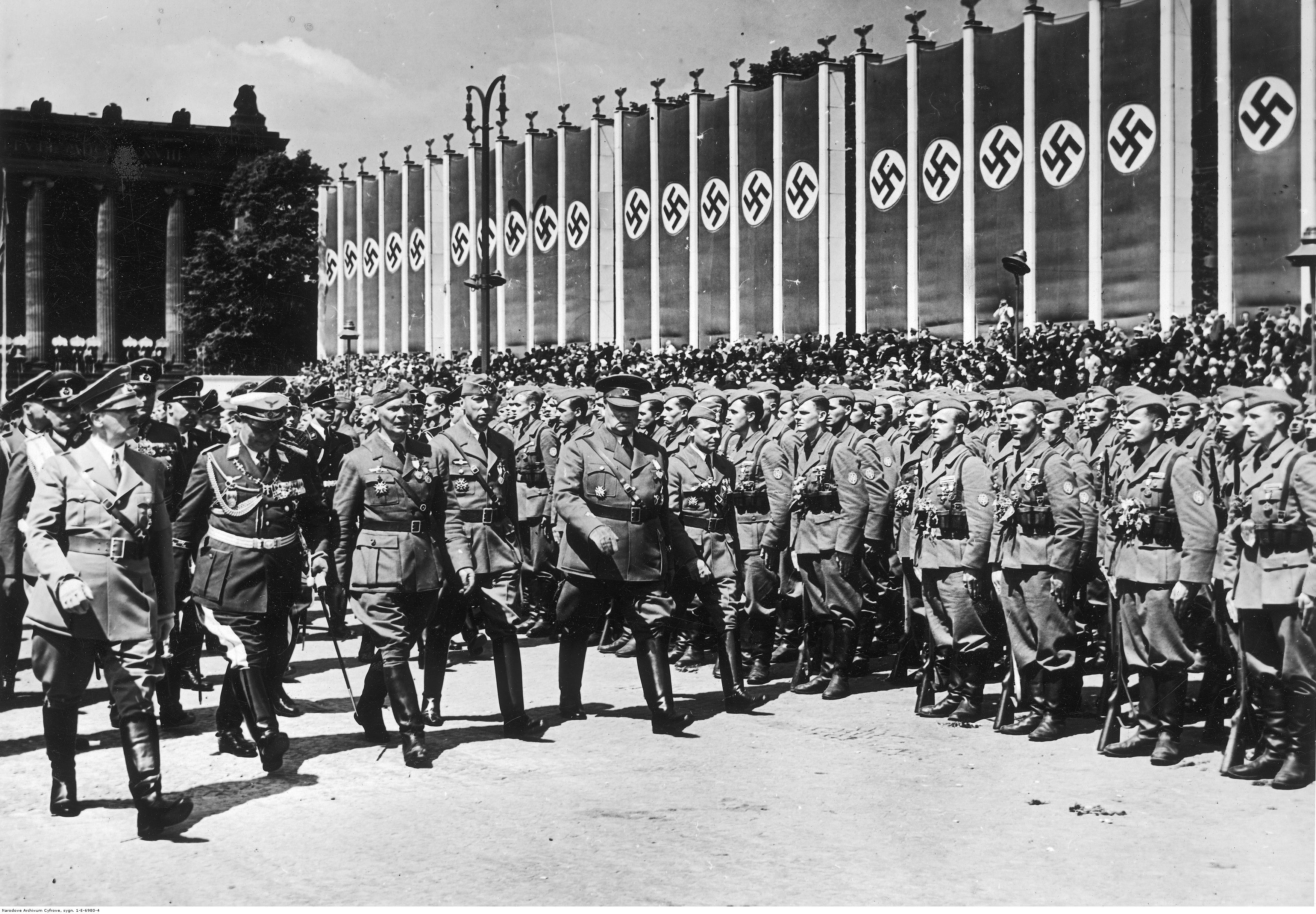
Adolf Hitler (1er rang, 1er à partir de la gauche) devant des soldats de la Légion Condor à Lustgarten. Assis à côté de lui, on trouve : Hermann Goering (2e à partir de la gauche), Wolfram von Richthofen (3e à partir de la gauche), Hugo Sperrle (5e à partir de la gauche). Au fond, on aperçoit le bâtiment de l'Altes Museum.

Appelée Operation Feuerzauber (« opération Magie du feu »), l'aide militaire allemande au camp nationaliste espagnol a débuté par une demande d'assistance envoyée par le général Franco. Cette demande fut reçue par le Führer Adolf Hitler le 22 juillet, cinq jours après le début du soulèvement, le 17 juillet 1936. Hitler appela immédiatement Hermann Göring, commandant en chef de la Luftwaffe, et le Generalfeldmarschall Werner von Blomberg pour concevoir un plan en vue de soutenir les nationalistes.

## La HISMA/ROWAK
L'entreprise Sociedad Hispano-Marroqui de Transportes (HISMA, dont le capital social était de 200 000 pesetas) fut constituée le 31 juillet 1936 à Tétouan, lors d'une réunion entre Fernando Carranza, Fernandez-Reguera et Johannes Eberhard Bernhardt et le consul d'Espagne, pour permettre à l'Espagne le paiement des aides allemandes. L'intention originale de la HISMA, était de permettre l'organisation et le transport de volontaires et du matériel allemand et d'organiser l'achat de fournitures supplémentaires en provenance du secteur privé en Allemagne. Le contrôle de la HISMA a ensuite été consolidé avec la création de la Rohstoff-Waren-Kompensation Handelsgesellschaft m.b.h. (ROWAK) trois mois plus tard. La SARL ROWAK concentrait son attention sur la gestion des échanges et la réalisation des paiements. Le système reposait sur la définition d'un taux de change fixe (1 Reichsmark = 3,44 pesetas). Les prix des marchandises, eux, pouvaient varier entre le marché national et le marché international. C'est alors qu'intervenaient les « primes à l'exportation ». L'achat d'un bien à un fabricant ou à un commerçant allemand était compensé par la fourniture d'une marchandise par un fabricant ou commerçant espagnol. La HISMA finançait ses achats de marchandises grâce aux avances en liquide consenties par les importateurs espagnols. De plus, le Trésor public espagnol payait mensuellement à la HISMA des livraisons de matériels de guerre. Quant à la ROWAK, elle finançait ses achats en Allemagne grâce au produit des ventes de marchandises espagnoles que les importateurs allemands payaient d'avance en Reichsmarks. Elle bénéficiait de surcroit de crédits versés par le gouvernement du Reich. La HISMA tirait ses bénéfices, d'une part, du pourcentage qu'elle percevait sur les exportations et importations entre particuliers (respectivement 2 % et 1 %), et, d'autre part, du pourcentage que lui versait la ROWAK sur les importations réalisées par l'État espagnol (1 % sur le montant des factures). Tout au long de la guerre civile, ce système de compensation permit de réaliser un volume d'échanges de 1 047 178 301 pesetas, pour ce qui est des importations espagnoles, auquel s'ajoutent 1 000 843 928 pesetas au titre des exportations, avec un minimum de dépenses en devises pour les deux pays.
Grâce à l'intermédiaire de la HISMA et de la ROWAK, l'Allemagne nazie fut en mesure d'exercer une influence considérable sur les échanges économiques entre les zones sous contrôle franquiste et le IIIe Reich.
Les deux entreprises augmentèrent de façon spectaculaire les importations de matières premières espagnoles. Pour garder le contrôle, le ministère économique du Reich interdit même toutes relations d'affaires entre l'Espagne et le secteur privé allemand, de novembre 1936 jusqu'à nouvel ordre. Toutes les transactions d'affaires furent canalisées par la ROWAK, qui voulait alors des relations uniquement avec la HISMA et les mêmes processus furent mis en œuvre dans les zones contrôlées par les franquistes. Des taux de commission entre 0,175 et 5 % furent imposés sur toutes ces transactions.
L'exploitation économique et le contrôle du IIIe Reich sur l'ensemble des richesses minérales espagnoles, telles que le minerai de fer, le tungstène, le sulfure de fer et le cinabre, étaient maintenant possibles et dans une perspective d'un nouvel empire.

## Les motivations politiques de Hitler
Au moment de la rébellion, le dictateur italien Benito Mussolini, avait accepté de fournir une aide militaire aux nationalistes, sous la forme d'envoi de troupes, le « Corps des troupes volontaires » (Corpo Truppe Voluntarie (CTV)). Hitler a immédiatement accepté aussi, et il était heureux de voir à la fois naître et continuer un conflit en Espagne, éventuellement en faveur du général Franco.
Les motivations d'Adolf Hitler étaient triples :
- Franco, en cas de succès, représenterait un troisième pouvoir autoritaire inamical sur les frontières de sa rivale, la France.
- Les tensions internes en France, entre la gauche et la droite, seraient exacerbées par la guerre civile espagnole et, par ce fait même, affaibliraient toute opposition organisée contre l'Allemagne nazie.
- Aider les Italiens en Espagne, tout en gardant les démocraties occidentales de la Grande-Bretagne et de la France en conflit avec l'Italie et amener Mussolini vers l'Allemagne nazie.

Un communiqué en décembre 1936, de l'ambassadeur allemand à Rome, Ulrich von Hassell, illustre chaque point :

« Le rôle joué par le conflit espagnol en ce qui concerne les relations de l'Italie avec la France et l'Angleterre pourrait être similaire à celui du conflit en Abyssinie, ce qui porte clairement la réalité, des intérêts opposés des puissances et l'Italie, empêchant ainsi d'être entraînés dans le filet des puissances occidentales et utilisées pour leurs machinations. La lutte pour l'influence politique dominante en Espagne met à nu l'opposition naturelle entre l'Italie et la France, dans le même temps la position de l'Italie en tant que puissance dans la Méditerranée occidentale, entre en concurrence avec celle de la Grande-Bretagne. D'autant plus clairement que, l'Italie va reconnaître l'opportunité d'affronter les puissances occidentales au coude à coude avec l'Allemagne. »

## L'envoi de l'aide commence
Au cours des semaines suivantes, plus de 15 000 volontaires de troupes sont envoyés en Espagne. Le 27 juillet 1936, Adolf Hitler envoie 26 avions de chasse allemands et aussi 30 avions de transport militaire Junkers Ju 52 depuis Berlin et Stuttgart, vers le Maroc espagnol alors aux mains des nationalistes de Franco. Les chasseurs vont plus rapidement au combat et les Allemands subissent leurs premières pertes quand les pilotes Helmut Schulze et Herbert Zech sont tués le 15 août 1936. Au cours des deux semaines suivantes, ces avions transportent presque 12 000 hommes vers l'Espagne. Précisons que c'est le premier lieutenant Rudolf von Moreau, arrivé par bateau le 7 août 1936, qui commande l'escadrille de Junkers 52 qui avait amené en Espagne les troupes marocaines de Franco.
En septembre 1936, l’Oberstleutnant Walter Warlimont de l'état-major allemand arrive en tant que commandant régional et conseiller du Generalisimo Francisco Franco. En raison de l'afflux de l'aide et de volontaires, Warlimont préconise en novembre 1936, que toutes les troupes allemandes soient combinées au sein de la « Légion Condor ».
Hitler espérait qu'il ne serait pas nécessaire, vu que le général Franco affirmait qu'il était sur le point de remporter la victoire, d'envoyer cette légion. Cette prédiction s'avéra fausse et en novembre, des avions, des chars et des conseillers militaires soviétiques (payés comptant en or) ainsi que les Brigades internationales commencèrent à arriver à Madrid. Le conflit commença à faire boule de neige. Il devint évident que la légion Condor, à ce moment-là, et même avec l'aide italienne, ne pouvait être une force à faire pencher la balance du côté des nationalistes, mais seulement à la maintenir. Le Führer accorda donc la permission de réunir toutes les troupes allemandes affectées en Espagne au sein de la légion Condor.[réf. nécessaire]
Cette légion était équipée à l'origine d'environ 100 avions et comptait 5 136 hommes. Cette force initiale comprenait les éléments suivants :
- Un groupe de bombardement de trois escadrons de bombardier Ju 52
- Un groupe de chasseur avec trois escadrons de chasseurs He 51
- Un groupe de reconnaissance avec deux escadrons de He 45 et des avions de reconnaissance/bombardement He 70
- Un escadron d'hydravions de He 59 et de He 60

La légion Condor, sous le commandement du major-général Hugo Sperrle, était une unité autonome et n'était responsable qu'envers Franco. Au plus fort de l'assistance militaire allemande, la force totale en Espagne fut de presque 12 000 hommes, même si ceux-ci étaient en rotation et un total de 19 000 servirent dans la légion Condor.
Le général Hugo Sperrle exigea de l'Allemagne des appareils ayant de meilleures performances et finalement, il reçut des Heinkel He 111, des Junkers « Stuka » Ju 87A, des Messerschmitt Bf 109E-1 et six avions de reconnaissance Henschel Hs 126A-1.

## Le coût de l'implication
Les avions allemands ont largué plus de 21 tonnes de bombes et ont tiré plus de 4 327 949 cartouches.[réf. nécessaire]
Le nombre total d'avions affecté à la légion Condor est estimé à 610 (d'après les archives du Sonderstab W).
Parmi les autres matériels utilisés, on relève :
- 91 canons de 20 mm;
- 12 canons de 37 mm;
- 71 exemplaires du fameux canon de 88 mm;
- 1 123 véhicules de tous types (motocyclettes, automobiles, utilitaires légers, moyens ou lourds, tracteurs, autobus);
- 72 chars de combat Panzer I (toutes versions confondues);
- 122 pièces d'artillerie de différents calibres.

Certaines sources établissent une distinction entre le matériel fourni par la Luftwaffe et celui provenant de l'armée de terre (Heer), et ajoutent à l'inventaire des véhicules cité ci-dessus 96 camions et un nombre indéterminé d'autres véhicules.
Sur les 6 500 Allemands qui ont servi dans la légion Condor lors de la guerre civile espagnole, 131 moururent au combat et 168 autres lors d'accidents aériens ou terrestres, ou encore de maladies contractées pendant leur séjour, soit un total officiel de 299 morts. Les victimes furent :
- 102 membres d'équipage
- 27 pilotes de chasse
- 21 servants de DCA

Quant aux blessés, leur nombre s'élève à 139 au combat et à 449 à la suite d'autres causes. Le chiffre des pertes ne paraît pas exagéré, lorsqu'on songe à l'intense activité exercée par la légion Condor, et peut s'expliquer par le haut degré de préparation du personnel, qui étaient soit des militaires professionnels, soit des membres de l'une ou l'autre organisation para-militaire du Reich allemand. Un grand nombre, soit plus de 50 %, sont décédés dans des accidents, notamment d'accidents de la route et/ou de maladie. Les premiers morts en opérations furent deux aviateurs, les Unteroffiziere (sergents) Helmut Schulze et Herbert Zech, lors du crash de leur Junkers Ju 52, du groupe de bombardement K/88, le 15 août 1936, à Jerez de la Frontera.
La légion Condor perd 72 appareils au combat et 160 autres dans des accidents, en vol, au décollage ou à l'atterrissage. En comparaison, le nombre d'appareils républicains abattus par la légion Condor s'élève — selon Raymond L. Proctor, ancien officier de l’US Air Force — à 386 (soit 59 par les pièces anti-aériennes du F/88 et 313 par le Groupe de chasse).

## Avantages militaires obtenus

### Formation
Il est bien connu[réf. nécessaire] que les chefs[Lesquels ?] de l'armée allemande hésitèrent à s'impliquer dans le conflit et résistèrent à l'appel lancé par le gouvernement italien pour un double transfert de troupes terrestres pour combattre en Espagne. Cependant, l'accord fut donné pour la participation de la Luftwaffe à cette guerre civile, qui constituait un terrain d'entraînement idéal pour les troupes qui seront employées plus tard au cours de la Seconde Guerre mondiale. Ce point de vue est appuyé par le témoignage d'Hermann Göring, ministre de l'aviation du Reich, lors du Procès de Nuremberg. Lorsqu'on l'interrogea sur la décision de recourir à la Luftwaffe, il témoigna ainsi :
« Lorsque la guerre civile éclata en Espagne, Franco a adressé un appel à l'aide à l'Allemagne et a demandé son appui, en particulier aérien. Il ne faut pas oublier que les troupes de Franco étaient stationnées en Afrique du Nord et qu'il ne pouvait pas faire traverser ses troupes, car la flotte était entre les mains des communistes ou, comme ils s'appelaient eux-mêmes à l'époque, le « gouvernement révolutionnaire légitime en Espagne ». Le facteur prioritaire fut de transporter ses troupes vers l'Espagne. Le Führer y a réfléchi. Je lui conseillai d'apporter son soutien (à Franco) en toutes circonstances, tout d'abord, afin de prévenir la propagation du communisme dans cette région et, d'autre part, par cette opportunité, pour tester ma jeune Luftwaffe. »
Le chasseur Messerschmitt Bf 109, le bombardier moyen Heinkel He 111 et, à partir de décembre 1937, le bombardier en piqué Junkers Ju 87 « Stuka », participèrent pour la première fois au combat au sein de la légion Condor contre des avions fournis par les Soviétiques. Tous ces avions jouèrent par la suite un rôle majeur durant les premières années de la Seconde Guerre mondiale. Les Allemands comprirent rapidement aussi que les beaux jours des chasseurs biplans étaient terminés, ainsi le chasseur Heinkel He 51 fut transféré à un rôle d'attaque au sol et, beaucoup plus tard, il fut relégué au rôle d'avion d'entraînement.
La légion Condor comprenait également des unités terrestres. Les équipages de chars légers, Panzerkampfwagen (PzKpfW) I ou Panzer I, furent commandés par Wilhelm Ritter von Thoma. Les versions utilisées furent le PzKpfW I A, B, B (SdKfz 163) version de commandement et PzKpfW I A (SdKfz 101) « Ohne Aufbau », sans tourelle, pour l'entraînement des pilotes. L'armement du Panzer I consistait en deux mitrailleuses MG 13 de 7,92 sous tourelle, et quatre exemplaires du Panzer I « A » reçurent un canon Breda de calibre 20 mm. Le Panzer I était surnommé « Negrillo » (noiraud) en raison de sa peinture gris foncé. Les Allemands ont également testé leur artillerie lourde anti-aérienne, le fameux canon de 88 mm, qu'ils utilisèrent pour détruire des chars républicains et des fortifications par des tirs directs et pour tirer sur des avions ennemis, dans leur rôle traditionnel.
Les Allemands impliqués en Espagne ont bénéficié du premier service d'ambulance aérienne, qui amènera à la construction du Junkers Ju 52/JM, conçu pour l'évacuation des blessés.

### Progrès techniques
Un facteur important lors de la Seconde Guerre mondiale, dont on pense qu'il est directement le résultat de ce conflit, fut la mise au point technique du Messerschmitt Bf 109. Les types V3 à V6 entrés en service en Espagne sont dus directement à des essais opérationnels vers le mois de janvier 1937. Au printemps 1938, ils furent rejoints par des avions du type C et avec du type E, en décembre 1938.
À la suite des combats en Espagne, des améliorations ont également été apportées au canon de 88 mm.

### Tactiques
À côté des possibilités de gains d'expériences du combat, diverses initiatives stratégiques furent imaginées, et d'abord testées dans le cadre de la Luftwaffe impliquée dans ce conflit. Les théories sur le bombardement stratégique ont d'abord été mises au point par la Luftwaffe, avec la première démonstration du tapis de bombes lors de la campagne des Asturies, en septembre 1937.[réf. nécessaire] Comme les combats progressaient en mars 1938, les pilotes italiens, sous le commandement du Feldmarchall Hugo Sperrle, furent impliqués dans treize des raids sur la ville de Barcelone, utilisant des bombes incendiaires et des bombes au gaz. Ces raids entraînèrent la mort de milliers de civils. Il est à noter que son remplaçant, Wolfram von Richthofen, sera plus tard fortement impliqué dans l'organisation de la Luftwaffe dans le cadre de l'opération Barbarossa.
La légion Condor participa à tous les grands engagements, notamment aux batailles de Brunete, de Teruel, d'Aragon et de l'Èbre. Sur ordre de Franco, la légion Condor bombarda la ville basque de Guernica le lundi 26 avril 1937. Cette attaque fut considérée comme le premier grand raid de l'histoire de l'aviation de guerre moderne sur la population civile sans défense, les motivations sont toujours objet de controverse.
Lors de ce conflit, Werner Molders fut crédité de quatorze victoires, plus que tout autre pilote allemand.

## La Kriegsmarine et la Marina
Les forces navales allemandes, commandées par le bureau Anker (ancre), reçurent la dénomination de groupe Nordsee (mer du Nord). Elles furent tout d'abord engagées dans la protection des opérations de transport maritime au cours du conflit en Espagne. Cadiz, El Ferrol et Vigo furent les trois principaux ports espagnols par lesquels afflua l'aide allemande. Dans chacun de ces ports, des officiers de la Kriegsmarine étaient en poste pour recevoir et contrôler les envois de matériel et de marchandises. De plus, à El Ferrol, un contingent de douze techniciens allemands était charge de monter des canons et des mitrailleuses sur des navires de la marine nationaliste (Armada Nacional) et aussi d'organiser la flottille des dragueurs de mines de la mer Cantabrique.
Pendant que le personnel de la Kriegsmarine participait à la formation des forces navales fidèles à la cause franquiste, elle a également servi de cadre pour une présence allemande dans une patrouille internationale de non-intervention. Les opérations de U-Boote allemands de lutte contre l'envoi aux républicains par la Kriegsmarine ont été menées clandestinement et sous le code Unternehmen Ursula (opération Ursula, en hommage au prénom porté par la fille de l'amiral Dönitz, alors commandant de l'arme sous-marine allemande). L'opération devait se dérouler dans un secret absolu, en collaboration étroite avec deux autres sous-marins italiens, qui se relevaient toutes les deux semaines. Les marquages de plusieurs sous-marins allemands avaient été effacés et ils avaient reçu des noms de codes, comme Triton et Poseidon (l'U-33 et l'U-34, bâtiments du type VIIA). Au total, 14 U-Boote opérèrent dans les eaux espagnoles : U-14, U-19, U-25, U-26, U-27, U-28, U-30, U-31, U-32, U-33, U-34, U-35 et U-36. Ils eurent relativement peu de succès dans leurs attaques contre des destroyers républicains. Le 11 décembre 1936, cependant, l'U-34 repéra au large de Malaga le submersible républicain C3, qui naviguait en surface. Peu après 14 h, le C3 reçut une torpille sur le flanc bâbord et se cassa en deux. Sur les 40 membres d'équipage, seuls 3 survécurent.
La Kriegsmarine engagea également les navires suivants : les cuirassés de poche Deutschland, Admiral Scheer, Admiral Graf Spee ; les croiseurs Emden, Karlsruhe, Königsberg, Köln, Leipzig, Nürnberg ; les torpilleurs Leopard, Albatros, Seeadler, Falke, Greif, Jaguar, Iltis, Kondor, Luchs, Tiger, Möwe et Wolf. Le cuirassé Deutschland faisait partie des patrouilles navales de contrôle du Comité de Non Intervention en Méditerranée. Le 29 mai 1937, alors qu'il était au repos et au mouillage en rade d'Ibiza, le navire fut bombardé par deux avions républicains Tupolev SB « Katyushka », pilotés par des Russes venus de l'aérodrome de Llíria, près de Valence, et qui le confondirent peut-être avec le croiseur espagnol nationaliste Canarias. Le Deutschland reçut quatre bombes de 250 kilos, qui touchèrent son pont avant et le mess de l'équipage, ainsi que la passerelle supérieure, l'hydravion Heinkel He 60 embarqué et une tourelle d'artillerie. 22 marins allemands furent tués sur le coup et 70 autres blessés. La réaction de Berlin ne se fit pas attendre : deux jours plus tard, le 31 mai, le cuirassé Admiral Scheer, escorté des torpilleurs Luchs, Albatros, Seeadler et Leopard, partit lancer environ 270 obus contre Almería, capitale de l'Andalousie et sous contrôle républicain. Le bombardement fit entre 19 et 39 morts, selon les sources, 49 édifices furent totalement détruits et 100 autres endommagés.
Le ministre républicain de la Marine et de l'Air, Indalecio Prieto, proposa en Conseil des ministres le bombardement de tous les navires de la Kriegsmarine par l'aviation républicaine. Les autres ministres républicains refusèrent cette escalade. La guerre civile était à sept mois de sa fin, et Prieto devait admettre plus tard que son projet d'attaque des navires allemands visait à jouer le tout pour le tout, en tentant d'entraîner le reste de l'Europe dans la guerre. Le coût de l'intervention navale : les pertes humaines du contingent de la Kriegsmarine se montèrent à 36 :
- 31 marins tués lors du bombardement du Deutschland ;
- 3 tués lors de divers accidents d'avions ;
- 1 lors d'un accident de voiture ;
- 1 lors du naufrage du croiseur nationaliste Baleares, à bord duquel il était détaché comme spécialiste.

Le coût total du matériel fourni par la Kriegsmarine est estimé à 2 674 647,19 Reichsmarks.
En plus, de l'affectation d'importants bâtiments de la marine italienne, cinquante-huit sous-marins agissant comme Sottomarini Legionari (sous-marins légionnaires) furent envoyés.

## L'Abwehr
Le service de renseignement allemand, l’Abwehr, qui travaillait indépendamment de la légion Condor, fut secrètement impliqué dans l'opération Bodden. Il joua par la suite un rôle dans la détection de la flotte d'invasion de l'Afrique du Nord.
L'amiral Wilhelm Canaris, chef de l'Abwehr, rencontra le Caudillo à Salamanque, fin octobre 1936. Canaris entretenait des relations très cordiales avec de nombreux militaires espagnols et parlait très correctement la langue espagnole. Au cours de l'entrevue de Salamanque, l'Amiral transmit à Franco les informations dont il disposait sur l'aide apportée au camp républicain par la France et l'Union soviétique, ainsi que sur l'envoi en URSS d'une partie des réserves en or de la Banque d'Espagne, à titre de compensation pour les effectifs et le matériel fournis par Staline. L'amiral réussit à convaincre Franco, jusque-là réticent et persuadé qu'il disposait de forces suffisantes, d'accepter lui aussi l'apport de volontaires étrangers. Canaris assura Franco que l'Allemagne n'avait aucunement l'intention d'exiger des contreparties territoriales, ni d'attenter de quelque manière que ce soit à l'indépendance de l'Espagne, mais se contenterait de contreparties économiques.
L'idée maîtresse de Franco, qui se projetait déjà dans l'après-guerre civile et le retour à la paix, était de limiter les dégâts causés à l'infrastructure du pays et d'éviter les destructions massives en zone républicaine, partie intégrante du territoire espagnol, qu'il souhaitait conserver dans le meilleur état possible.
Finalement, il accepta la création du corps de volontaires allemands conformément aux cinq points proposés par le gouvernement allemand et son ministère de la Guerre :
- Les forces allemandes seraient commandées par un chef allemand, qui rendrait compte de ses actes à Franco et ne recevrait d'ordres que de lui.
- Le personnel allemand déjà présent en Espagne serait intégré à la nouvelle force avec tout son matériel.
- Les bases aériennes utilisées par les formations allemandes seraient placées sous la protection des forces terrestres nationalistes espagnoles.
- Les opérations menées par cette force devraient avoir pour objectif de mettre fin le plus rapidement possible au conflit, notamment en axant son effort sur les ports républicains par lesquels affluait l'aide étrangère au camp ennemi.
- L'acceptation de ces conditions par le gouvernement nationaliste entraînerait une augmentation immédiate et significative de l'aide allemande.

La constitution de la légion Condor fut finalisée à Berlin le 30 octobre de la même année.

## Réaction à l'implication des puissances autoritaires dans le conflit espagnol
Divers écrivains, sympathiques à la cause républicaine, ont contribué à condamner l'ingérence à peine voilée de l'Allemagne et de l'Italie. De son exil en France, Heinrich Mann lança cet appel : « Soldats allemands ! Un voyou vous envoie en Espagne ! », en réponse à l'implication de la légion Condor.
Arthur Koestler (1905-1983) est correspondant du journal britannique News Chronicle au quartier général de Franco. Il dénonce l'intervention allemande et s'enfuit. Il revient en Espagne, est arrêté à Séville, condamné à mort puis relâché et échangé contre l'épouse d'un aviateur nationaliste. Il décrit ses aventures dans Un testament espagnol (1939). D'autres états ont approuvé tacitement la lutte de la légion allemande contre l'URSS qui aidait la fraction stalinienne des républicains espagnols.
Le Portugal de Salazar a constitué une sorte de base arrière pour certains activistes pro nationalistes, ainsi que, dans une certaine mesure, une voie de ravitaillement. Durant les premiers mois de la guerre d'Espagne, le port de Lisbonne servit à débarquer discrètement une importante quantité de matériel et de carburant destinée à la légion Condor. À titre officiel, le Portugal a au demeurant envoyé plusieurs milliers d'hommes combattre aux côtés des nationalistes, dans les rangs de la légion Viriato.

## Guernica et l'opération Rügen

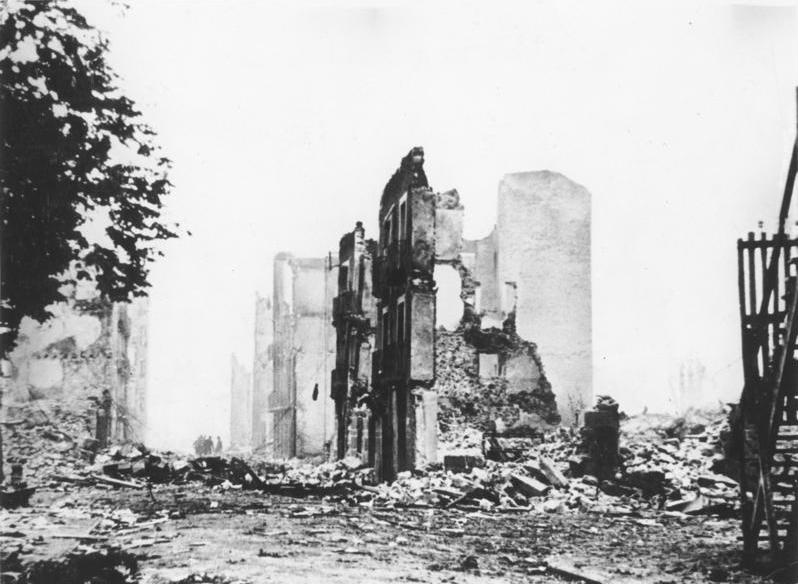
La ville de Guernica en ruines.

L'opération Rügen — le bombardement de Guernica, le lundi 26 avril 1937 a fait l'objet d'une virulente condamnation internationale. C'est à ce moment que l'attention internationale s'est portée sur l'implication de l'Allemagne nazie et de l'Italie fasciste dans le conflit. Jusque-là, l'Allemagne avait nié publiquement le transit de l'aide militaire et de personnel, en raison de sa position officielle de neutralité affirmée lors de la signature d'un pacte de non-intervention.
Ce fut la première fois que l'action de l'aviation allemande aboutit à un grand nombre de victimes civiles. Ordre fut donné aux pilotes par le général von Richthofen de bombarder le pont de Renteria et la ville basque de Guernica, peuplée de 7 000 habitants, « sans égards pour la population civile ». Le pont, principal prétexte et objectif stratégique du bombardement aérien, fut paradoxalement épargné.
Cette destruction a reçu une large couverture médiatique et a focalisé l'attention de l'opinion publique internationale sur la participation allemande au conflit espagnol. Le régime de Franco niera quant à lui sa participation, alléguant que seuls les officiers allemands sont responsables du bombardement, alors que son état-major l'avait approuvé, en conformité avec la tactique de terreur de masse employée à Bilbao, Madrid ou Barcelone. Dans le livre Le jour où Guernica mourut, à la page 194, il est écrit : « Peu après 11 h, ce lundi matin, von Richthofen et (le colonel Juan) Vigon se rencontrèrent seuls, selon le journal de von Richthofen, dans « un champ situé près du Monte Mouchetagui ». Les deux hommes examinèrent les photographies aériennes de reconnaissance et discutèrent de la situation militaire. Puis, sans en référer à aucune autorité supérieure… fixèrent le destin du berceau spirituel des Basques ».
Dans les mémoires d'Adolf Galland, Jusqu'au bout sur nos Messerschmitt, où le célèbre pilote n'épargne pourtant pas la Luftwaffe et la conduite allemande durant la Seconde Guerre mondiale, il écrit à propos de l'opération à laquelle il participa, alors jeune lieutenant : « Parmi les missions assignées à nos bombardiers [...], il y avait notamment la destruction d'un pont routier par lequel les républicains acheminaient des renforts et des convois de matériel dans le périmètre fortifié de Bilbao. L'attaque eut lieu dans de très mauvaises conditions de visibilité. À l'époque, les équipages manquaient encore d'expérience, et les dispositifs de visée étaient rudimentaires. Lorsque la fumée des bombes fut dissipée, on constata que le pont était intact, mais que la localité voisine avait sérieusement écopé. On avait certes détruit une quantité de matériel, emmagasiné par les républicains dans les bâtiments de la petite ville, mais, dans l'ensemble, l'opération s'était soldée par un échec. Échec d'autant plus pénible que nous nous efforcions toujours de ménager la population civile. Or, l'attaque du pont routier de Guernica avait fait de nombreuses victimes. Cela se passa quelques jours avant mon arrivée en Espagne, et je me rendis compte, dès le premier jour, que le moral de la légion se ressentait de cette pénible histoire. On évitait de mentionner l'affaire de Guernica. Dans le camp adverse, par contre, on en parlait à longueur de journée. Les républicains avaient compris qu'ils tenaient là un excellent sujet de propagande. Des correspondants de guerre de tous les pays démocratiques furent invités à se rendre à Guernica. Et bientôt, on put lire dans la presse mondiale, de New York à Paris, des manchettes énormes : "Ignoble attaque des pirates de l'air allemands contre une paisible cité espagnole. - Les Boches détruisent une ville ouverte. - Un seul cri d'indignation dans le monde civilisé : Guernica !" Si bien que Guernica qui était ni une ville ouverte ni un objectif militaire, mais tout simplement une regrettable erreur - une erreur comme il s'en commettait des centaines de fois, et des deux côtés, au cours de la seconde guerre mondiale - que Guernica donc devint le symbole de la barbarie germanique. Aujourd'hui encore, après Rotterdam et Varsovie, après Hambourg, Cassel et Berlin, même après l'épouvante de Dresde, Guernica sert de fond à une certaine propagande ». Cependant, comme l'a fait remarquer l’historien Southworth, « les bombes incendiaires n'ont pas été chargées par erreur » dans les avions, et l'objectif réel du bombardement était par conséquent, de toute évidence, la population de Guernica et non le pont.
Le gouvernement basque de l'époque compta 1 654 morts et 889 blessés — une ampleur sans précédent pour un bombardement aérien sur une population civile. La publication de ces chiffres provoqua un tollé international, inspirant la célèbre peinture de Pablo Picasso « Guernica », une illustration de la souffrance des populations. Guernica met en évidence, à certains égards, à quel point les forces fascistes espagnoles du général Franco en étaient venues à compter sur l'expertise des pilotes de l'Axe et la sophistication de plus en plus dévastatrice de leur matériel. Pour de nombreux commentateurs, Guernica est aussi un signe avant-coureur de ce qui allait se jouer contre des zones civiles lors d'un prochain conflit.

## Commandement
| Début         | Fin          | Grade           | Nom                    |
| ------------- | ------------ | --------------- | ---------------------- |
| Novembre 1936 | Octobre 1937 | Generalleutnant | Hugo Sperrle           |
| Novembre 1937 | Octobre 1938 | General         | Hellmuth Volkmann      |
| Octobre 1938  | Mai 1939     | Generalmajor    | Wolfram von Richthofen |

## Chef d'état-major
| Début         | Fin          | Grade          | Nom                    |
| ------------- | ------------ | -------------- | ---------------------- |
| Novembre 1936 | Janvier 1937 | Major          | Alexander Holle        |
| Janvier 1937  | Octobre 1937 | Oberstleutnant | Wolfram von Richthofen |
| Octobre 1937  | Octobre 1938 | Oberstleutnant | Hermann Plocher        |
| Octobre 1938  | Mai 1939     | Major          | Hans Seidemann         |

## Composition de la légion Condor en novembre 1936
- Commandant en chef : Generalmajor Hugo Sperrle, puis Hellmuth Volkmann, puis Wolfram von Richthofen (cousin du « Baron Rouge » Manfred von Richthofen, l'as de la Première Guerre mondiale).
- Chef d'état-major : Major Alexander Holle jusqu'au 20 janvier 1937, remplacé par le colonel Wolfram von Richthofen.
- S/88 : commandement en chef, État major et services administratifs.
- J/88 : groupe de chasse avec quatre escadrilles de 12 avions chacune. La quatrième escadrille fut dissoute au cours de la guerre.
- K/88 : groupe de bombardement comprenant, initialement, trois escadrilles de 12 avions. En février 1937 fut créée une quatrième escadrille, nomme Versuchsbomberstaffel (escadrille expérimentale de bombardement).
- A/88 : escadrille de reconnaissance avec 12 avions.
- AS/88 : escadrille mixte de reconnaissance et de bombardement maritime, composée de 6 hydravions.
- LN/88 : bataillon de transmissions motorisées, composé de 4 compagnies : radio, téléphone, communications aériennes et alerte aérienne.
- F/88 : bataillon d'artillerie anti-aérienne motorisé, initialement composé d'une batterie légère de 20 mm et d'une batterie lourde de 88 mm, qui passa, fin 1936, à 2 batteries de 20 mm et 4 de 88 mm. Une autre batterie de 88 s'y ajouta en 1938. Le bataillon F/88 comprenait également une batterie de ravitaillement en munitions, une de projecteurs anti-aériens, une d'écouteurs contre avions et une batterie d'instruction destinée à former les volontaires espagnols.
- P/88 : groupe de maintenance et de dépannage du parc aérien.
- MA/88 : dépôt de munitions.
- San/88 : unité sanitaire.
- Laz/88 : hôpitaux de campagne ; plusieurs fonctionnèrent sur le territoire nationaliste.
- W/88 : unité météorologique.
- VS/88 : bureau de liaison avec les forces aériennes italienne et espagnole.
- Buro Grau (département Gris) : bureau du groupement aéronautique.
- Buro Anker (département Ancre) : bureau du groupement naval.
- Imker Gruppe (groupe Apiculteur) : composé de volontaires de la Wehrmacht, il comprenait le Imker Drohne, groupe de chars de combat à deux compagnies. Fin décembre 1937, il fut complété par une troisième compagnie de chars de combat, une de transport, une de réparations, une de réparations et d'armurerie, une unité de canons antichars de 37 mm, le parc et les pièces de rechange ; l'Imker Ausbilder était le groupe d'instruction et l'Imker Horch la compagnie d'interception radio.
- Gruppe Nordsee (Groupe mer du Nord) : il regroupait les officiers et spécialistes de la Kriegsmarine, chargées de tâches d'expertises et d'instruction auprès des unités de la marine nationaliste (Armada Nacional) et dans les ports contrôlés par les autorités de Salamanque.

## Participants notables
(Par ordre alphabétique)
- Hermann Aldinger (de)
- Oskar Dirlewanger
- Rudolf Demme (chef instructeur)
- Adolf Galland
- Hajo Herrmann
- Werner Mölders (1913-1941). Commandant de la 3e escadrille du groupe de chasse (3.J/88). Premier as de la Condor avec 14 victoires.
- Hugo Sperrle (1885-1953). Premier commandant en chef de la légion Condor, de sa création à octobre 1937. Pseudonyme : « Sander ».
- Karl Schweikard
- Hannes Trautloft (1912-1995). Fit partie des tout premiers pilotes de la légion Condor. Commença sur Heinkel 51 et fut l'un des premiers à expérimenter le nouveau Messerschmitt 109. Ultérieurement, participa à la campagne de Pologne et à la campagne de France, à la bataille d'Angleterre, à la guerre aérienne dans les Balkans et sur le front de l'Est. Nommé inspecteur général de la chasse de jour sur le front de l'Est en 1943. Après guerre, il fit partie de la Bundesluftwaffe, au sein de laquelle il termina sa carrière comme inspecteur général.
- Heinz Trettner (aide de camp du général Sperrle)
- Wolfram Freiherr von Richthofen (chef d'état-major), puis commandant en chef de la légion Condor, à partir d'octobre 1938 et jusqu'à la fin du conflit.
- Wilhelm Ritter von Thoma (1891-1948). Organisateur de l'arme blindée allemande à partir de 1934. Chef du contingent cuirassé de la légion Condor et des instructeurs allemands détachés auprès de l'armée nationaliste.
- Hellmuth Volkmann (1889-1940). Commandant en chef de la légion Condor du 1er novembre 1937 à fin octobre 1938. Pseudonyme : « Veith ».
- Walter Warlimont (1894-1976). Lieutenant-colonel de la Wehrmacht, il est envoyé en Espagne pour assurer la liaison entre le ministère de la Guerre du Reich et les autorités nationalistes, et aussi comme responsable des volontaires allemands déployés en Espagne. Il souligna dans ses rapports la supériorité initiale du camp républicain en avions et en chars, et souligna la nécessité de renforcer Franco dans ces domaines par l'envoi d'un corps expéditionnaire. À son retour d'Espagne, Walter Warlimont poursuivit sa carrière au sein de la Wehrmacht puis de l'OKW. Il fut blessé lors de l'attentat du 20 juillet 1944. Jugé après la défaite et condamné à perpétuité, sa peine fut commuée en 18 années de réclusion. Libéré en 1957, il publia ses mémoires en 1964.
- Chiang Wei-kuo (observateur étranger)

Les principaux « as » de la légion Condor et leurs victoires aériennes :
- Werner Mölders (Hauptmann, unité 3.J/88) : 14 victoires.
- Wolfgang Schellmann (Hauptmann, 1.J/88) : 12 victoires.
- Harro Harder (Hauptmann, 1.J/88) : 11 victoires.
- Peter Boddem (Leutnant, VJ/88-2.J/88) : 10 victoires.
- Otto Bertram (Oberleutnant, 1.J/88) : 9 victoires.
- Wilhelm Ensslen (Oberleutnant, 2.J/88) : 9 victoires.
- Herbert Ihlefeld (Leutnant, 2.J/88) : 9 victoires.
- Walter Oesau (Oberleutnant, 3.J/88) : 9 victoires.
- Reinhard Seiler (Leutnant, 2.J/88) : 9 victoires.
- Herwig Knuppel (Hauptmann, 4.J/88-VJ/88) : 8 victoires.
- Hans Karl Mayer (Oberleutnant, 1.J/88) : 8 victoires.

## Franco, un allié «fidèle»
Après la défaite française, Hitler rencontra Franco en octobre 1940, à Hendaye, pour parler du plan Raeder. Le chef de la Marine allemande, l'amiral Raeder, proposait de conquérir Gibraltar, l'installation des forces allemandes à Dakar et aux îles Canaries à l'aide d'une coopération étroite avec Vichy. Alan Clark, dans « La chute de la Crète » (p. 10) précise :
« Le point délicat de l'affaire était l'extension territoriale que Franco entendait réaliser aux dépens du Maroc et de l'Algérie. Hitler devait rencontrer Pétain le lendemain à Montoire, et il pensait qu'il serait possible de persuader le Maréchal de participer activement à une coalition antibritannique. Mais le "loyalisme" de l'administration française risquait de se détériorer, si l'Afrique du Nord apparaissait comme susceptible de passer sous contrôle espagnol au moment du traité de paix. »
Ayant refusé le passage sur son territoire d'une armée allemande pour attaquer et prendre Gibraltar, car la bataille d'Angleterre venait d'être perdue, Franco accepta par la suite que des volontaires espagnols s'engagent pour aller se battre sur le front russe. Ceux-ci formèrent la division Azul.

## Avions utilisés[8]
- Arado Ar 68 E 1 : chasseur biplan. Exemplaires utilisés : 4.
- Arado Ar 95 W : hydravion biplan de reconnaissance et d'attaque air/mer. Exemplaires utilisés : 3.
- Dornier Do 17 E, F et P : bimoteur de reconnaissance a long rayon d'action et de bombardement. Surnom : « Bacalao » (morue). Exemplaires utilisés : 32.
- Fieseler Fi 156 A : appareil d'observation et de transport de cadres. Surnom : « Ciguena » (cigogne). Exemplaires utilisés : 6.
- Heinkel He 45 B : biplan de bombardement léger et de reconnaissance. Surnom : « Pavo » (dindon). Exemplaires utilisés : 10 (plus 15 autres fournis à l’Aviacion Nacional).
- Heinkel He 46 C : monoplan à aile haute de reconnaissance photographique et d'appui. Surnom : « Pava » (dinde). Exemplaires utilisés : 20, rapidement transférés à l’Aviacion Nacional.

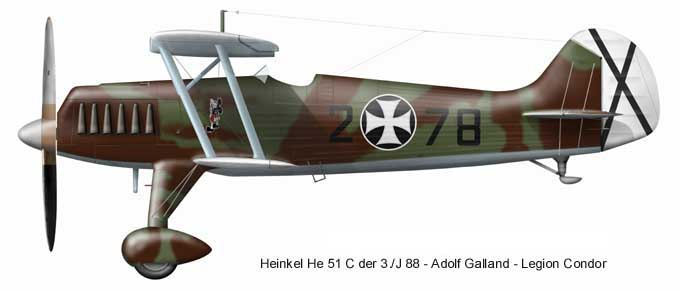
Heinkel He 51 de la légion Condor.

- Heinkel He 51 B : chasseur biplan. Exemplaires utilisés : 93.
- Heinkel He 59 B : hydravion biplan de reconnaissance et torpilleur. Surnom : « Zapatones » (grands souliers ou chaussures de clown). Exemplaires utilisés : 27.
- Heinkel He 60 E : hydravion biplan de reconnaissance côtière. Exemplaires utilisés : 7.
- Heinkel He 70 E et F : monoplan léger de reconnaissance et de bombardement. Surnom : « Rayo » (rayon, ou foudre). Exemplaires utilisés : 28.
- Heinkel He 111 B et E : bimoteur de bombardement à moyen rayon d'action. Surnom : « Pedro ». Exemplaires utilisés : 97.
- Heinkel He 112 V : chasseur monoplan d'attaque au sol. Exemplaires utilisés : 3.
- Henschel Hs 123 A : biplan monoplace de bombardement en piqué et d'appui rapproché. Surnom : « Angelito » (petit ange). Exemplaires utilisés : 18.
- Henschel Hs 126A : appareil à aile haute de reconnaissance et d'appui. Surnom : « Superpava » (superdinde). Exemplaires utilisés : 8.
- Junkers Ju W 34 Hi : monoplan monomoteur de liaison et d'entrainement employé pour les recherches météorologiques. Exemplaires utilisés : 6.
- Junkers Ju 52/3m : trimoteur de bombardement et de transport. Surnom : « Pablo ». Exemplaires utilisés : 67.
- Junkers Ju 52/3m See : hydravion trimoteur de bombardement et de transport.
- Junkers Ju 86D-1 : bimoteur de bombardement à moyen rayon d'action. Exemplaires utilisés : 5.
- Junkers Ju 87 Stuka : monomoteur de bombardement en piqué et d'attaque au sol. Exemplaires utilisés : 5 Ju 87 A et 7 Ju 87 B.
- Klemm Kl 32 a : appareil de transport de personnel. Exemplaires utilisés : 4.
- Messerschmitt Bf 108 B « Taifun » : monomoteur de transport léger et de liaison.
- Messerschmitt Bf 109 : prototypes V3, V4, v5 et V6, puis versions de série B1, B2, C1, D1, E1 et E3. Exemplaires utilisés : 139.

### Heinkel He 70F-2
Certains appareils He 70G-1 furent modifiés pour devenir des avions de reconnaissance et de bombardements (He 70F-2) de la Luftwaffe, et 18 furent utilisés par la légion Condor en Espagne lors de la guerre civile.
Certains Heinkel He 70F-2 volèrent avec le Grupo 7-G-14 de l'armée de l'air nationaliste à Vitoria, pendant l'été 1937. Le numéro de la marque du groupe était le 14x.

### Heinkel He 112
Au début d'avril 1938, le capitaine Harro Harder pilota un He 112 en Espagne pour le tester au front, où celui-ci reçu, au début, le code 8x2. Un prototype, non armé, de la série A avait déjà été testé au début de la guerre espagnole en décembre 1936. Le capitaine Harder effectua plusieurs sorties avec succès avec l'unité VJ/88 contre des chars armés de canons de 20 mm MG-C/30L, jusqu'à ce que le chasseur s'écrase lors d'un atterrissage d'urgence en juin 1937. La légion Condor déploya seulement deux He 112.
17 Heinkel He 112 équipèrent le groupe de chasse espagnol 5.G/5.

### Henschel Hs 123
Le bombardier en piqué Henschel Hs 123 fut étudié en 1934 et à la suite de l'évaluation des essais la première production de cet avion commença à être livrée aux unités de la Luftwaffe en 1936. Testé en opérations pendant la guerre civile espagnole en 1937, ce modèle se montra particulièrement réussi pour un rôle d'appui au sol.

### Henschel Hs 126A-1
À la fin de 1938, dans le but d'acquérir une bonne expérience d'opération, six Hs 126A-1 (version équipée de moteur BMW 132 Dc de 870 ch) furent envoyés en Espagne pour être utilisés dans la légion Condor.
Les Hs 126A-1 avaient les numéros de série 19x1 à 19x7 (le 19x6 n'existait pas). Les 19x1 et 19x2 (en vert) étaient affectés à l'unité 5.A/88 de la légion, en 1938. Le 19x3 affecté lui aussi à l'unité 5.A/88 (camouflage). Le 19x5 (en vert) était aussi affecté à l'unité 5.A/88.

### Junkers Ju 86D-1
Le bombardier moyen Junkers Ju 86D-1 était un monoplan bimoteur à aile basse. Le Ju 86D-1 était équipé de moteurs Jumo 205C. Cinq d'entre eux furent utilisés au sein de la légion Condor et participèrent aux combats. Il aurait dû remplacer le Ju 52 dans son rôle de bombardier. Les quatre premiers arrivèrent en février 1937 pour faire partie de l'escadrille expérimentale VJ/88. Un cinquième appareil arriva en juin 1937. Les quatre premiers Ju 86D-1 remis à la légion Condor devaient être par la suite transférés à l'Aviation nationale et ne devait plus en recevoir d'autre. Finalement, deux appareils seulement seront transférés à l'Aviation nationaliste aux prix de 282 515 Reichsmarks de l'époque.
L'expérience de la guerre civile espagnole prouva sans équivoque son manque de fiabilité, trop lent et trop peu maniable. Les moteurs Diesel s'avérèrent peu sûrs et ils donnaient fréquemment des problèmes. L'appareil dans son ensemble se révéla largement inférieur à son contemporain le Heinkel He 111, plus moderne et plus efficace. Les Ju 86D-1 étaient une proie facile pour les chasseurs ennemis, même biplans. De fait, la Luftwaffe, déçue par les performances de ce bombardier, poussa la firme Junkers à mettre au point un appareil aux capacités accrues. La production du Ju 86D prit fin en 1938, bien que deux prototypes aient été équipés en vue de mettre au point une version à haute altitude.

### Junkers Ju 87
Type : appareil de bombardement en piqué et d'attaque au sol. Vitesse : 320 km/h (pour la version A) et 380 km/h (version B). Rayon d'action : 1 000 km (version A) et 800 km (version B). Armement : Version A : 2 mitrailleuses de 7,92 mm et une bombe de 250 kg, ou une bombe de 500 kg en configuration monoplace. Version B : 3 mitrailleuses de 7,92 mm, une bombe de 500 kg sous le fuselage et 4 bombes de 50 kg sous les ailes. Équipage : 2 hommes. Nombre d'avions envoyés en Espagne : 12 (cinq Ju 87 A et 7 Ju 87 B).
Historique : trois premiers Junkers 87 A 1 « Stukas » furent envoyés en Espagne à la fin de l'année 1937. Ils furent assemblés sur la base aérienne de la Virgen del Camino, dans la Province de León, avant de gagner l'aérodrome de Calamocha, et entrèrent en service actif le 7 février suivant. Ils constituèrent une escadrille autonome, la cinquième unité du groupe de chasse (5.J/88). Le Stuka connut son baptême du feu pendant la troisième phase de la bataille de Teruel, fin février 1938, réalisant des attaques efficaces contre les chars et les pièces de DCA déployées par les républicains, ainsi que sur des concentrations de troupes. Tout au long de la campagne de Catalogne, les Stukas déployèrent une activité très remarquée et remportèrent d'importants succès. Ils réalisèrent de nombreuses attaques en piqué contre les positions ennemies, les concentrations de troupes et les lignes de communication. Ils attaquèrent le port de Tarragone à deux reprises, le 4 janvier, puis le 15 janvier 1939 et réussirent à couler un bateau de 2 446 tonneaux, le « Cabo Cullera ». Le 21 janvier suivant, lors d'un assaut contre les installations portuaires de Barcelone, ils atteignirent et immobilisèrent le transatlantique Villa de Madrid, de presque 7 000 tonneaux. Lors de leurs sorties contre la marine républicaine, au large des cotes de Méditerranée, ils coulèrent un total de 8 navires.

### Messerschmitt Bf 109

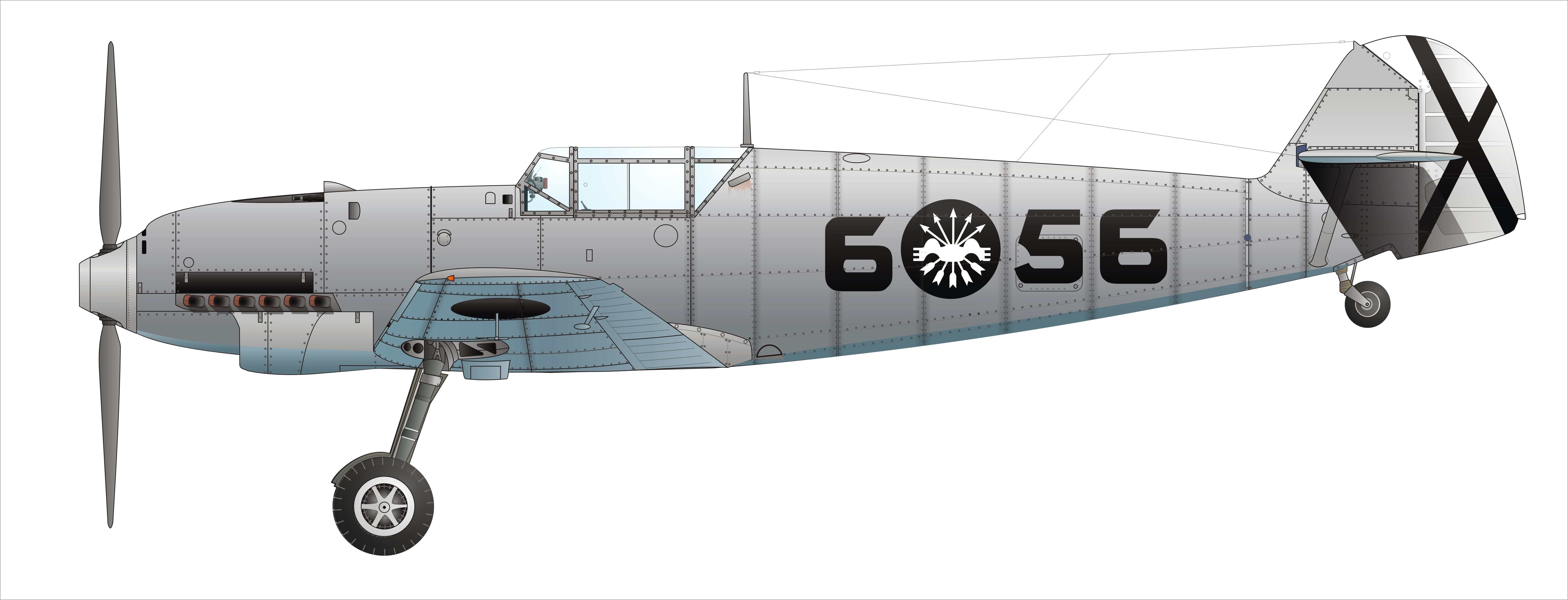
Messerschmitt Bf 109 C-1 du Jagdgruppe 88 de la légion Condor qui participa le 26 avril 1937 au bombardement de Guernica en Espagne.

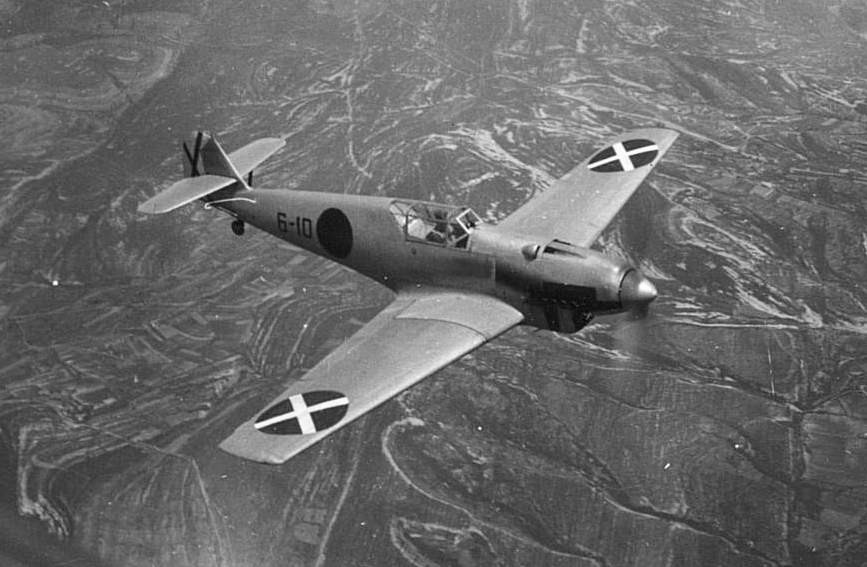
Bf 109A de la légion Condor avec les marques de l'Espagne Nationaliste

En 1937, le Bf 109 possède déjà, à quelques détails près, sa cellule définitive et la guerre d'Espagne, offre à la Luftwaffe naissante, un terrain d'essai inespéré. Ce sera là aussi, que des as comme Adolf Galland, feront leurs premières armes.
C'est au mois de mars 1937, à Séville, qu'arrivent les douze premiers Messerschmitt Bf 109 B-1 de la légion Condor. Les avions sont livrés en pièces détachées et par le fait même, il est nécessaire d'assembler et de régler. Les premiers vols d'essais s'effectuent dès le mois suivant au sein de la Staffel 2.J/88 commandée par l'Oblt. Günther Lützow.
En juillet 1937, 17 autres Bf 109 B-2, équipés d'hélices à pas variable arrivent en Espagne. Ces appareils, pour la majorité, sont destinés à la Staffel 1.J/88, pour remplacer les Heinkel 51.
Un autre contingent de Bf 109 C-1 et S-1 est livré pour la constitution d'une troisième Staffel, soit la 3.J/88 et commandée par l'Oblt. Werner Mölders.